# Triodia (plantengeslacht)
Triodia is een geslacht uit de grassenfamilie (Poaceae). De soorten van dit geslacht komen voor in delen van Australië.